# Ballinaclash
Ballinaclash is een plaats in het Ierse graafschap Wicklow.
Het dorp ligt aan de brug van de R753 (van Aughrim naar Rathdrum) over de rivier Avonbeg.